# Катания
Вижте пояснителната страница за други значения на Катания.
Ката̀ния (на италиански: Catania) е пристанищен град и община в Сицилия, Южна Италия. Градът е административен център на едноименната провинция Катания в област (регион) Сицилия.

## География
Разположен е в подножието на вулкана Етна. Населението му е от 296 286 жители към 31 юли 2009 г.

## История
Градът е основан през 729 г. пр.н.е.

## Архитектура
Архитектурата на град Катания е от римската, норманската и испанската епоха на владичество. Преобладаващите постройки са в стила барок.

## Забележителности
- Катедралата
- Римският одеон

## Спорт
Представителният футболен отбор на града е на клуб „Калчо Катания“. Състезавал се е в италианските Серия А и Серия Б. Играе своите мачове на стадион „Анджело Масимино“.

## Личности
Родени в Катания
- Пиетро Анастази (р. 1948), италиански футболист
- Джани Бела (р. 1946), италиански поппевец
- Марчела Бела (р. 1952), италианска поппевица
- Винченцо Белини (1801 – 1835), италиански композитор
- Джовани Верга (1840 – 1922), италиански писател
- Мануел Дзурия (р. 1962), италиански флейтист
- Джузепе Каталфамо (1921 – 1989), италиански педагог
- Себастиано Катания (1853 – 1946), италиански математик
- Кармен Конзоли (р. 1974), италианска поппевица
- Еторе Майорана (1906 – 1938), италиански физик
- Джовани Пачини (1796 – 1867), италиански композитор

Починали в Катания
- Себастиано Катания (1853 – 1946), италиански математик

## Побратимени градове
- Гренобъл, Франция от 1961 г.
- Кротоне, Италия в областта на спорта
- Отава, Канада
- Триест, Италия в областта на спорта
- Финикс, Аризона, САЩ

## Фотогалерия
- Катедралата
- Площадът пред катедралата